# Václav Pichl

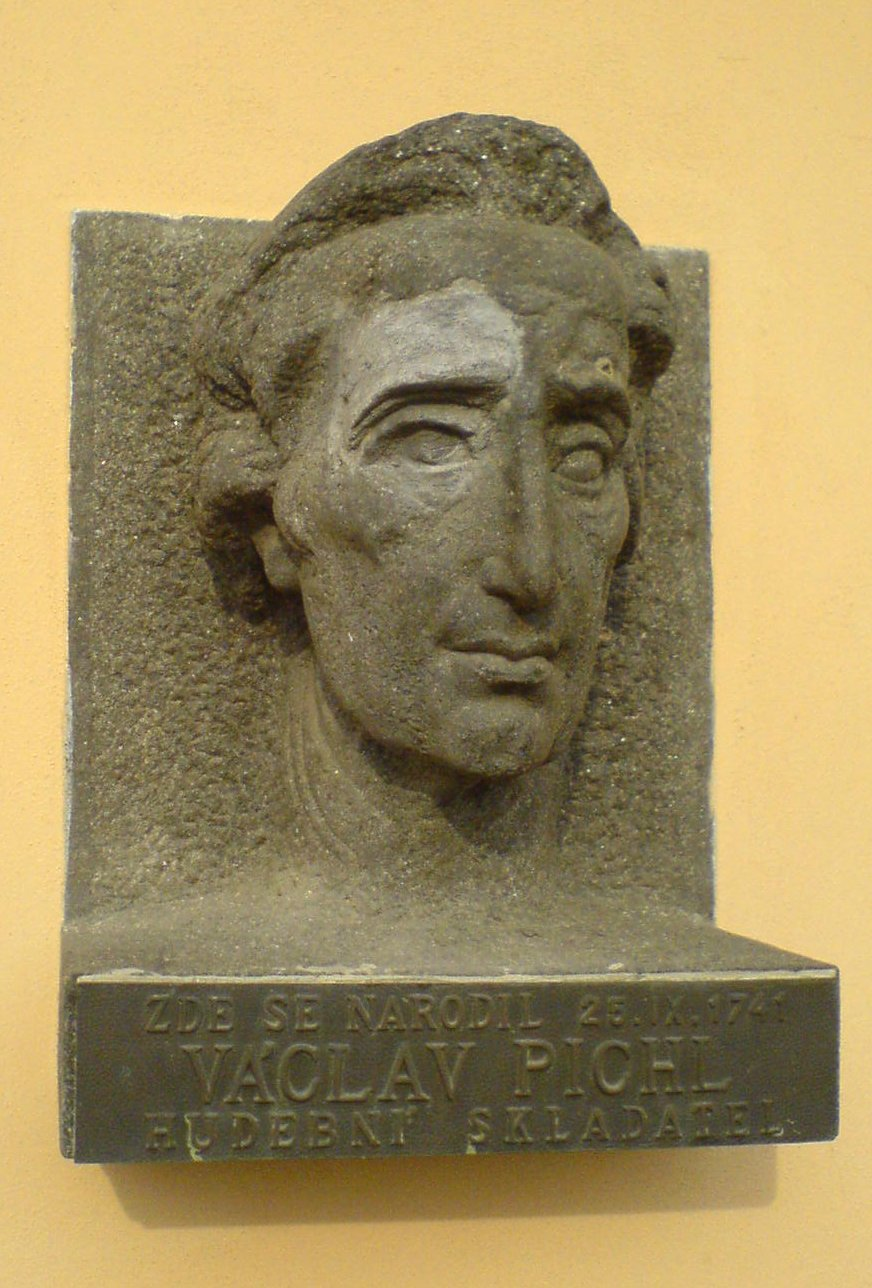
Byst i Bechyně

Václav Pichl (även Wenzel Pichl), född 25 september 1741 i Bechyně i Böhmen, död 23 januari 1805, var en tjeckisk violinist och kompositör.
Pichl fick sin första musikaliska skolning hos kantorn Jan Pokorný i Bechyně. 1752-1758 tjänade han som sångare i jesuitskolan i Březnice. I Prag studerade han filosofi, teologi och juridik vid universitetet samtidigt som han var violinist vid ett jesuitseminarium. 1762 utsågs han till försteviolinist i Týnkyrkan samtidigt som han studerade kontrapunkt för organisten J.N. Seger. 1765 anställdes han av kompositören Carl Ditters von Dittersdorf som violinist i biskopen  Adam Patachichs privata orkester. Cirka 1770 blev han försteviolinist vid hovteatern i Wien och på rekommendation av kejsarinnan Maria Theresia blev han senare musikdirektör hos den österrikiske guvernören i Lombardiet, ärkehertig Ferdinand Karl av Österrike-Este. Pichl återvände till Wien 1796 där han blev kvar i ärkehertigens tjänst till sin död.

## Verk i urval
- Op.1 6 Symfonier
- Op.2 6 Stråkkvartetter
- Op.3 3 Violinkonserter
- Op.4 6 Stråktrios
- Op.5 6 Divertimenti
- Op.7 6 Stråktrios
- Op.8 3 Symfonier
- Op.9 3 Serenader
- Op.10 6 Duos för violin och viola
- Op.12 3 Flöjtkvartetter
- Op.13 3 Stråkkvartetter
- Op.15 3 Symfonier
- Op.16 3 Duos för violin och cello
- Op.19 12 Capricer för soloviolin
- Op.23 3 Sonater för soloviolin med ackompanjemang av violin eller viola
- Op.26 3 Triosonater
- Fagottkonsert i C-dur
- Kontrabaskonsert i G-dur